# Danil Massurenko
Danil Yuryevich Massurenko (tiếng Nga: Данил Юрьевич Массуренко; sinh ngày 22 tháng 5 năm 1999) là một cầu thủ bóng đá người Nga. Anh thi đấu cho F.K. Khimki.

## Sự nghiệp câu lạc bộ
Anh có màn ra mắt tại Giải bóng đá Quốc gia Nga cho F.K. Khimki ngày 10 tháng 3 năm 2018 trong trận đấu với F.K. Shinnik Yaroslavl.